# 青山拓央
青山 拓央（あおやま たくお、1975年 - ）は、日本の哲学者。専門は分析哲学、時間論、心の哲学、心身問題など。学位は博士（哲学）（慶應義塾大学・2016年）。京都大学大学院人間・環境学研究科教授。

## 経歴
- 埼玉県立浦和高等学校卒業
- 2001年、千葉大学文学部行動科学科卒業
- 2006年、千葉大学大学院社会文化科学研究科哲学専攻博士課程単位取得満期退学[1]

以上、千葉大学では永井均に師事
- 日本学術振興会特別研究員
- 2014年、山口大学時間学研究所准教授
- 2016年、慶應義塾大学博士（哲学）取得[2]
- 2017年、京都大学大学院人間・環境学研究科准教授（共生人間学専攻思想文化論講座人間存在論分野）
- 2023年、京都大学大学院人間・環境学研究科教授

## 賞歴
- 2006年、日本科学哲学会第1回石本賞
- 2011年、文部科学大臣表彰科学技術賞（理解増進部門において、研究グループとして受賞）

## 著書
- 『タイムトラベルの哲学 - 「なぜ今だけが存在するのか」「過去の自分を殺せるか」』（講談社SOPHIA BOOKS） 2002、のち『新版 タイムトラベルの哲学』（ちくま文庫） 2011
- 『分析哲学講義』（ちくま新書） 2012
- 『幸福はなぜ哲学の問題になるのか』（太田出版） 2016
- 『時間と自由意志 - 自由は存在するか』（筑摩書房） 2016
- 『心にとって時間とは何か』（講談社現代新書） 2019
- 『哲学の問い』（ちくま新書） 2024

### 共著
- 『時間学概論』（山口大学時間学研究所編、辻正二監修、恒星社厚生閣） 2008
- 『〈私〉の哲学を哲学する』（永井均, 上野修, 入不二基義共著、講談社） 2010
- 『哲楽 第6号』（MIDアカデミックプロモーションズ） 2014

## 翻訳
- 『現代形而上学論文集』（柏端達也, 谷川卓共訳、勁草書房） 2006